# Pitalah
Pitalah is een bestuurslaag in het regentschap Tanah Datar van de provincie West-Sumatra, Indonesië. Pitalah telt 2094 inwoners (volkstelling 2010).